# Sergej Abdrachmanov
Sergej Abdrachmanov (rusky Сергей Абдрахманов, * 2. února 1990 Miass) je bývalý ruský reprezentant ve sportovním lezení, mistr Evropy a juniorský mistr světa v lezení na rychlost.

## Výkony a ocenění

### Závodní výsledky
- 2010: ME 1. místo

- 2007: MSJ 1. místo kat. A
- 2008: MSJ 1. místo junioři
- 2009: MSJ 1. místo junioři